# Port Allen
Port Allen és una població dels Estats Units a l'estat de Louisiana. Segons el cens del 2000 tenia 5.278 habitants.

## Demografia
Segons el cens del 2000, Port Allen tenia 5.278 habitants, 2.012 habitatges, i 1.416 famílies. La densitat de població era de 961,2 habitants/km².
Dels 2.012 habitatges en un 30,5% hi vivien nens de menys de 18 anys, en un 39,7% hi vivien parelles casades, en un 25,7% dones solteres, i en un 29,6% no eren unitats familiars. En el 26,2% dels habitatges hi vivien persones soles el 9,2% de les quals corresponia a persones de 65 anys o més que vivien soles. El nombre mitjà de persones vivint en cada habitatge era de 2,56 i el nombre mitjà de persones que vivien en cada família era de 3,09.
Per edats la població es repartia de la següent manera: un 25,5% tenia menys de 18 anys, un 10,1% entre 18 i 24, un 26,4% entre 25 i 44, un 22,9% de 45 a 60 i un 15,1% 65 anys o més.
L'edat mediana era de 37 anys. Per cada 100 dones de 18 o més anys hi havia 80,1 homes.
La renda mediana per habitatge era de 30.254 $ i la renda mediana per família de 36.762 $. Els homes tenien una renda mediana de 31.029 $ mentre que les dones 22.333 $. La renda per capita de la població era de 14.439 $. Entorn del 19,2% de les famílies i el 24,2% de la població estaven per davall del llindar de pobresa.

## Poblacions més properes
El següent diagrama mostra les poblacions més properes.